# Siehe, der Hüter Israel
Siehe, der Hüter Israel (in tedesco, "Vedi, la guardia d'Israele") BWV Anh 15 è una cantata di Johann Sebastian Bach.

## Storia
Pochissimo si sa di questa cantata. Venne composta per una cerimonia universitaria a Lipsia e fu eseguita per la prima volta il 27 aprile 1724. Il testo della cantata, suddivisa in cinque movimenti, è di autore ignoto. La musica è andata in gran parte perduta.